# Antemnos

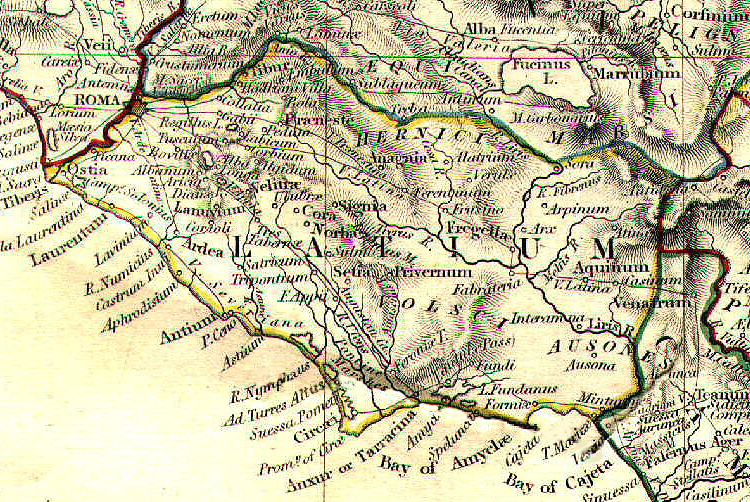
O Latium vetus com as cidades de Caenina, Antemnae, Crustumerium, Medullia, Fidene e Veii, primeiros rivais da Roma de Rómulo.

Os antemnos eram um povo da Itália pré-romana estabelecido perto de Roma.

## Origem
Incluídas por Plínio, o Velho, na sua lista de cidades desaparecidas do Lácio vetus, segundo Plutarco eram de origem sabina.

## História
A sua capital era a aldeia de Antemnae (do latim ante amnes, "em frente aos rios") era uma cidade identificada na montanha do mesmo nome dentro da Villa Ada (Monte Antenne, na confluência dos rios Tibre e Aniene.[carece de fontes?]
Foram absorvidos pelos romanos , após a vitória que Rômulo, o primeiro rei de Roma , obteve em 752-751 a.C.

## A batalha
Segundo a lenda, os Antemnati, bem como os Ceninensi, os Crustumini e os Curiti Sabini, ficaram impressionados com a traição dos romanos, conhecida como rapto das mulheres sabinas .
Enquanto os romanos combatiam os ceninenses, o primeiro dos povos traídos a reagir contra Roma, os Antemnati invadiam o território de Roma. Os romanos, porém, reagiram prontamente e os Antemnos foram facilmente derrotados. A sua cidade foi invadida e ocupada, levando Rómulo a celebrar uma segunda ovatio. 
Ainda assim as fasti triumphales sempre remetidas ao ano 752/751 a.C.: 
Rómulo, filho de Marte, rei, triunfou pela segunda vez sobre os habitantes de Antemnae (Antemnos).— Glórias triunfais, 2 anos desde a fundação de Roma [ http://www.attalus.org/translate/fasti.html Fasti Triumphales: triunfos romanos].